# Chris O'Loughlin
Christopher Stuart O'Loughlin (Los Angeles, 13 dicembre 1967) è un ex schermidore statunitense.

## Palmarès
In carriera ha conseguito i seguenti risultati:
- Giochi Panamericani:

L'Avana 1991: bronzo nella spada a squadre.